# Bundesstraße 304
Pour les articles homonymes, voir Route 304.
La Bundesstraße 304 est une Bundesstraße du Land de Bavière.

## Histoire
La Bundesstrasse 304 suit à peu près le tracé de l'ancienne route du sel, qui conduisait de Salzbourg et de Bad Reichenhall à Munich et à Augsbourg.
Le tracé actuel de la B 304 faisait partie de l'ancienne Fernverkehrsstraße 10 (FVS 10) en 1932. Alors que la partie beaucoup plus longue de Hombourg à Augsbourg reçoit le nom de Bundesstraße 10, la section de Munich à Freilassing reçoit le numéro indépendant 304 dans la deuxième phase de la numérotation des Reichsstraße. Après l'annexion de l'Autriche en 1938, le tracé de la route est prolongé vers Salzbourg, Bad Ischl et Bad Aussee jusqu'à Trautenfels (aujourd'hui Salzkammergutstraße B 145), où il se termine au croisement avec l'Ennstal Straße B 320 (puis Reichsstrasse 318).
Jusqu'au 30 juin 2015, il n'y avait généralement pas de péage pour les camions sur la B 304 conformément à la loi fédérale sur le péage routier (Bundesfernstraßenmautgesetz, BFStrMG). Depuis le 1er juillet 2018, les Bundesstraße sont généralement soumises à des péages pour les camions de plus de 7,5 tonnes.

## Source
- (de) Cet article est partiellement ou en totalité issu de l’article de Wikipédia en allemand intitulé « Bundesstraße 304 » (voir la liste des auteurs).

1. ↑  (de) Annalena Ehrlicher, « Ein Ackergaul für Goethe », Süddeutsche Zeitung,‎ 16 juillet 2018 (lire en ligne)